# عبد الله يوسف علي
عبد الله يوسف علي، (14 إبريل 1872 - 10 ديسمبر 1953) عالم هندي مسلم، ترجم القرآن الكريم للغة الإنجليزية. تعد ترجمته للقرآن الكريم الأكثر شهرةً واستخدامًا في الدول الناطقة بالإنجليزية.
ولد علي في 14 إبريل 1872م في مدينة بومباي، الهند في ظل الإستعمار البريطاني للهند لعائلة ثرية مسلمه. تعلّم وهو صغير مبادئ الإسلام حتى حفظ القرآنَ الكريم كاملاً عن ظهر قلب. وكان يتحدث باللغة العربية والإنجليزية بطلاقه. درس الأدب الإنجليزي في عدة جامعات أوروبية منها جامعة ليدز البريطانية. ركز عبد الله جهوده في دراسة القرآن الكريم ودراسة تفسيرات الصحابة الكرام للمصحف الشريف. أشهر أعمال عبد الله يوسف كان كتابه The Holy Qur'an: Text, Translation and Commentary بدأ به عام 1934م وتم نشره عام 1938م عن طريق دار الشيخ محمد أشرف للنشر في لاهور، الهند (باكستان حاليًا). حينما كان في جولة للترويج لكتابه، ساعد عبد الله يوسف في افتتاح ثالث مسجد في أمريكا الشمالية مسجد الراشد في مدينة إدمنتون، ألبيرتا في كندا في ديسمبر عام 1938م.
كان عبد الله من المؤيدين البارزين للمساهمة الهندية لمساعي الحلفاء في الحرب العالمية الأولى. كان عبد الله محترمًا لفِكره في الهند مما جعل السيد محمد إقبال يختاره لشغل منصب مدير الكلية الإسلامية في لاهور، الهند. لاحقًا، رجع عبد الله يوسف لإنجلترا وتوفي في لندن. تم دفنه في إنجلترا في مقبرة مخصصه للمسلمين في بروكوارد، سوري التي تقع بالقرب من وركنق.

## مذهبه
نسبُ عبد الله يوسف علي هو إلى «بو هرة» التي هي قبيلة من التجار، منهم شيعة ومنهم سنة، ومنهم هنادك، وكان عبد الله يوسف من أهل السنة، كان أبوه تاجراً متديّناً.

## مقدمة الطبعة الأولى لكتابه، لاهور 4 أبريل 1934
«عزيزي القارئ اللطيف والمميز ! ما أود أن أعرضه عليك هو تفسير باللغة الإنجليزية للقرآن الكريم، جنبًا إلى جنب مع النص العربي. الكتاب لن يكون مجرد ترجمة واستبدال لكلمة بكلمة أخرى فقط، بل سيكون أفضل تعبير كامل قد أستطيع إعطائك إياه مما أستطعت فهمه من النص العربي. ينبغي لهذا الكتاب أن يعكس الإيقاع، الموسيقى ونبرته تعالى من النسخة الأصلية العربية إلى النسخة الإنجليزية.قد يكون الانعكاس خافت، لكن سيكون أقصى ما أستطاع قلمي تقديمه من جمال وقوة. أريد أن تكون الإنجليزية نفسها لغة إسلامية، قد يستحيل علي فعل هذا ولكن ما أستطيع تقديمه لك الآن هو كافة ما قد يساعدك على إستيعاب القرآن الكريم.»

## مقدمة الطبعة الثالثة لكتابه، 1938
«منذ آخر مره ألقيت فيها التحية على قرائي الكرام، أُتيحت لي الفرصة لأداء فريضة الحج في مكة المكرمة والأراضي المقدسة من حولها وتمكنت من رؤية المدينة المنورة بأم عيني. في كافة أرجاء البلد وبين المدينتين المقدستين خصوصًا، أستطعت أن أدرك من خلال رؤية المشاهد ما كنت أسعى جاهدًا لتفسيره بتواضع. آمل أنني استطعت تقديم لمحات للقراء الأعزاء من خلال تجربتي المتواضعه.»